# Fargues-Saint-Hilaire
Fargues-Saint-Hilaire é uma comuna francesa na região administrativa da Nova Aquitânia, no departamento da Gironda. Estende-se por uma área de 7,03 km². Em 2010 a comuna tinha 3 037 habitantes (densidade: 432 hab./km²).